# Врклян, Ирена
Ирена Врклян (хорв. Irena Vrkljan; 21 августа 1930, Белград — 23 марта 2021, Загреб, Хорватия) — хорватская писательница, драматург, эссеист, сценаристка и переводчица
. Член-корреспондент Хорватской академии наук и искусств (с 2008).

## Биография
Родилась в семье торговца. Училась в двуязычной немецко — сербской школе в Белграде. После начала Второй мировой войны в 1941 году переехала с родителями в Загреб, где закончила монастырскую школу. Затем, изучала археологию, этнологию и германистику на философском факультете Загребского университета и в Берлинской киноакадемии.
С 1960 по 1971 год работала на телевидении редактором. Как профессиональный писатель жила в Берлине и Загребе. Писала на хорватском и немецком языках.
Пробовала свои силы в различных литературных жанрах, опубликовала более двадцати книг. Автор сборников стихов, романов, автобиографической прозы, очерков, писала сценарии для теле- и радиопостановок. Занималась переводами на немецкий язык хорватских авторов.
Её книги переведены на несколько иностранных языков.
Специалисты называют её хорватской Вирджинией Вулф.

## Награды
- Премия Тина Уевича (1983).
- Премия Владимира Назора (2005).

## Избранные произведения
- Krik je samo tišina (1954)
- Paralele (1957)
- Stvari već daleke (1962)
- Doba prijateljstva (1966)
- Soba, taj strašni vrt (1966)
- U koži moje sestre (1982)
- Svila, škare (1984)
- Marina ili o biografiji (1987)
- Berlinski rukopis (1988)
- Dora, ove jeseni (1991)
- Posljednje putovanje u Beč (2000)
- Smrt dolazi sa suncem (2002)
- Naše ljubavi, naše bolesti (2004)
- Zelene čarape (2005)
- Sestra, kao iza stakla (2006)
- Sabrana proza 1-2 (2006)
- Dnevnik zaboravljene mladosti (2007)
- Svila nestala, škare ostale (2008)
- Žene i ovaj suludi svijet (2010)